# Трачевський Гнат Митрофанович
Гнат Митрофа́нович Траче́вський (28 травня 1898, Острівка, Балтський повіт, Російська імперія — 29 жовтня 1937) — український історик, педагог, директор Одеського педагогічного інституту.

## Життєпис
Г. М. Трачевський народився у селі Острівка Балтського повіту на Поділлі у селянській родині. Навчався у гімназії, а у 1916—1918 роках — на дворічних педагогічних курсах у Балті. У 1918—1920 роках вчителював у селі Концебі, а після закінчення у 1921 році повітових курсів позашкільної освіти працював інструктором у Савранському волосному відділі народної освіти. Працював інструктором соціального виховання та завучем школи у селі Слюсареве.
У 1925 році закінчив історичне відділення факультету професійної освіти Одеського інституту народної освіти (ОІНО). Вчителював в одеській школі № 81. У 1928 році вступив до ВКП(б). З 1926 року працював позаштатним викладачем робітничого факультету Одеського інституту народної освіти, викладачем залізничного технікуму, лектором вечірнього робітничого університету, деканом робітничого факультету Одеського ІНО, Увійшов до останнього набору (1929 р.) аспірантів до Одеської секції Харківської науково-дослідної кафедри історії української культури при Одеському інституті народної освіти під керівництвом Михайла Слабченка. Через розгром історичної науки (1930 р.) аспірантський стаж закінчував на умовах прикріплення до академічної кафедри історії України Одеського інституту професійної освіти, де мав продовжувати дослідження за планом Інституту історії української культури імені академіка Д. Багалія. Здобув вчене звання доцента. Від 9 червня 1930 року був дійсним членом Одеського історично-етнологічного відділу.
По закінченні аспірантури працював доцентом в Одеському інституті професійної освіти. У 1932—1933 роках був директором Одеської державної наукової бібліотеки імені М. Горького.
В 1933—1935 роках обіймав посаду директора Одеського педагогічного інституту, В 1935—1936 роках заівідував кафедрою історії в Одеському німецькому педагогічному інституті.
З 1935 року працював доцентом кафедри історії України історичного факультету Одеського державного університету. Після перевірки на початку 1936 року комісією обкому КП(б)У стану викладання вітчизняної історії в Одеському державному університеті звільнений за підозрою в троцькізмі. Потім деякий час працював доцентом Одеського педагогічного інституту, а згодом — науковим співробітником і екскурсоводом історико-археологічного музею.

#### Оцінка наукової діяльності
Вченого можна віднести до такої частини науково-педагогічних кадрів, які в умовах тоталітаризації культури складали авангард тих, хто галасливо підтримував організовані згори ідеологічні кампанії, виступав з критикою колег, запідозрених у належності до антипартійних течій чи у немарксистському викладанні предметів. Деякі з них, опанувавши марксистську фразеологію, намагалися видавати написане за нові підходи в галузі історії.

## Переслідування та реабілітація
3 вересня 1937 року заарештований органами НКВС як учасник контрреволюційної націоналістичної організації.
Постановою «трійки» при Управлінні НКВС по Одеській області від 29 жовтня 1937 року засуджений до страти. Розстріляний 12 листопада 1937 року.
Реабілітований у 1956 році.